# Bayani Casimiro
Bayani G. Casimiro sr. (San Pablo, 16 juli 1918 – 27 februari 1989) was een Filipijnse danser en acteur. Casimiro behoorde tot de belangrijkste sterren van de vaudeville (ook wel bodabil) in de Filipijnen in de jaren '30 en '40. Hij speelde ook rollen is musicals en later ook in filmcomedy's. Vanwege zijn tapdanskunsten stond Casimiro ook wel bekend als de "Fred Astaire van de Filipijnen".